# Вера Свобода
Вероника Марија Свобода (Осијек, 15. август 1936 — 1. април 2024) била је југословенска и хрватска певачица забавних, народних и староградских песама.

## Младост и образовање
Одрасла је и детињство провела у Миклеушу поред Подравске Слатине, где је завршила и основну школу. У Осијеку је завршила средњу економску и музичку школу, а на Педагошком факултету дипломира енглески језик.

## Музичка каријера
Са шеснаест година, 1952. године, почиње да пева на програму Радио Осијека и у позоришним представама Града Осијека. Седамдесетих година, била је једна од највећих звезда на простору Југославије. Учествовала је на бројним фестивалима забавне, народне и тамбурашке музике те, у богатој каријери, објављује велики број албума и синглова..
Слушаоци Радио Мартине из Дугог села је проглашавају певачицом века, када су у питању народна и староградска песма. Добила је и одликовање Ред Данице хрватске са ликом Марка Марулића за допринос култури. Град Осијек и Осијечко-барањска жупанија су јој доделили признање за животно дело.
Почетком рата у Хрватској 1991, Вера Свобода је учествовала у ксенофобној песми Ива Фабијана Крени, гардо, у којој се позива на мржњу према Србима у Хрватској.

## Приватни живот
Била је удата за доајена тамбурашке музике Јулија Њикоша, који је преминуо 2010. године.
Године 2011. имала је тешку операцију срчаног залиска, али се успешно опоравила.

## Фестивали
Јесен:
- Мој је лола у нане јединац, '67
- Славонски ашиковање, '68

Илиџа:
- Пала роса свуда по сокаку, '68

Славонија, Пожега:
- Весела је Славонија / Ново коло, '69
- Ни' ме стра, '70
- Бећарине / Лола и дика, '71
- Дан плаветан као лан, прва награда публике, '72
- Ти ћеш доћи, '73
- Наћи ћу си другог дику, '74
- Што си, нано, удала ме рано, '75
- Дођи, дико, да купимо сино, '76
- Славонијо, рођено и мило, '81

Београдско пролеће:
- Цветкова механа (Вече градске песме), '70
- Спомен на Скадарлију (Вече градске песме), '78
- Један глас и виолина (Вече градске песме), '79

Дужијанца, Суботица:
- Класје, '70

Крапина:
- Горице ву сунцу, '70
- Смеј се, пријател, '71
- На брегу под шумом, '72
- Подравски крај, '74
- Прва љубав, '75
- Загорски цуг, '76
- Земља је ова ткана од злата, победничка песма, '77
- Сигде је лепо, ал' дома је најлепше, '78
- Попевај пријател, за земљу и сузе, '79
- Ву драгом крају, '80
- Где се ласте врнеју ву гнезда, '81
- Још само в попевки (дует са Ивицом Бобинецом), '82
- Добра вам вечер, пријатељи стари, '83

Звуци Паноније, Осијек:
- Код Бијеле лађе, '72
- Три руже, '74
- Златни данци, '78
- Стари Салетл, 2000

Загреб:
- Умиру старе каване, '73

Сплит:
- Једна је Хрватска, '91

Степинчева катедрала.
- О Маријо, звијездо мора, '91
- Молим те Боже, '92

Златне жице Славоније, Пожега:
- Нек' се зна кад Славонија слави, '92
- Дико моја кад ћемо на сијело, награда за текст, '93
- Пјесмо моја, награда за текст, 2005
- Славонијо, ти си попут раја, 2011
- Дан плаветан као лан (Ретроспектива 50 година фестивала), 2019

Пјесме Подравине и Подравља, Питомача:
- Барањска елегија, '95

Бродфест:
- Буњевачка грана, '95
- Славонијо, златна ружо хрватска, 2002
- Броде славонски, цвијете хрватски, 2005